# Institute for Advanced Biosciences
Pour les articles homonymes, voir IAB.
Institute for Advanced Biosciences ou Institut pour l'avancée des biosciences ou IAB est un centre de recherche de renommée internationale dans la recherche biomédicale fondamentale et translationnelle. Installé sur le campus santé de Grenoble, l'institut est un centre de recherche multi-tutelles (CR UGA / Inserm U1209 / CNRS UMR5039) et compte environ 300 personnes travaillant principalement sur l'épigénétique, la recherche clinique pour les maladies chroniques et le cancer.
Depuis 2013, une chaire d’excellence en recherche translationnelle sur le cancer confère à l'institut une reconnaissance internationale et ses équipements de pointe comme la technique d'imagerie en durée de vie de fluorescence sont mis à disposition de toute la communauté scientifique.

## Historique
Connu jusqu'en 2016 sous l'appellation d'Institut Albert-Bonniot, l'institut tire son premier nom d'un ancien chirurgien qui a œuvré durant les années 1930 à 1950 dans l'hôpital tout proche. Albert Bonniot a de plus été directeur de l'École de plein exercice de médecine et de pharmacie entre 1954 et 1958.
«J’ai consacré toutes ces dernières années à m’efforcer de créer dans ma ville d’adoption un centre de travail où les étudiants puissent être mieux instruits, où mes collègues et successeurs soient au mieux outillés que je ne le fus moi-même. Si leur travail en profite, je ne regretterai pas le temps que j’y ai passé aux dépens de mon travail personnel».
Sa vision a pris forme au début des années 1990, lorsque la Faculté de médecine a engagé la construction d'un tout nouveau site consacré à la recherche biomédicale et à la mémoire d'Albert Bonniot. L’Institut Albert-Bonniot, avec la forme ronde et innovante de son bâtiment, imaginé par l'architecte Ludmer-Bouvier, devait devenir une composante majeure du campus santé, à côté du centre hospitalier universitaire Grenoble-Alpes.
La présence de l'institut permet l'implantation à ses côtés en janvier 2007 de la pépinière d'entreprises Biopolis, spécialisée dans les biotechnologies sur 2 000 m2,. La même année, en octobre, un prestigieux voisin ouvre ses portes à proximité avec la création du Grenoble-Institut des neurosciences.
Depuis 2011, l'Institut Albert-Bonniot est membre du comité de pilotage du Grenoble institut de recherche sur le cancer (GIRC), une structure fédérative de recherche sur le cancer composée de sept institutions locales. En outre, à l'échelle locale, ses équipes ont accès à de grands instruments comme l'European Synchrotron Radiation Facility ou le Laboratoire européen de biologie moléculaire et à l'échelle régionale, il fait partie du pôle de compétitivité Lyonbiopôle.
En octobre 2013, le Cancéropôle Lyon Auvergne Rhône-Alpes associé aux collectivités locales, installent une chaire d’excellence en recherche translationnelle sur le cancer à Grenoble afin d'asseoir la ville comme centre d'excellence en Europe dans la lutte contre cette maladie. Le docteur en biologie Pierre Hainaut, chercheur d'envergure internationale est choisi pour tenir cette chaire au sein de l'IAB, et a  pour mission de transférer les recherches des partenaires du GIRC sur la plateforme de génétique moléculaire du CHU de Grenoble. 
En 2016, l'institution change de dénomination, tout en gardant les mêmes initiales (IAB) et devient l'Institut pour l'avancée des biosciences, pouvant également se lire en anglais par Institute for Advanced Biosciences. Elle en profite pour accueillir de nouvelles équipes de recherche, au nombre de 17, englobant trois sites différents sur le campus santé et devenant le deuxième plus grand centre consacré à la recherche en santé de la région Auvergne-Rhône-Alpes. La même année, l'IAB devient membre du projet Green (GREnoble Excellence in Neurodegeneration), l’un des sept centres français d’excellence dans le domaine des maladies neurodégénératives, et qui vise l’étude de quatre maladies principales, Alzheimer, Huntington, Parkinson et la sclérose en plaques.
En mars 2017, les instigateurs de la chaire se félicitent du succès de l'opération à la vue de projets structurants et du développement de collaborations internationales.

## Composition des équipes
Il comprend deux départements répartis sur les six plates-formes de recherche suivantes : microscopie photonique - imagerie cellulaire, imagerie optique du petit animal in vivo, plate-forme de protéomique prométhée, cytométrie en flux, pathologie moléculaire in situ et l'épigénétique médicale.
L'institut comprend un comité des thèses qui organise régulièrement des séminaires au cours desquels doctorants, post doctorants, chercheurs, ou invités internationaux présentent l'avancée de leurs recherches.

## Recherches
En 2015, l'ex Institut Albert-Bonniot en partenariat avec l'Inserm, l'université Joseph-Fourier, le centre hospitalier universitaire de Grenoble, et le soutien de quatre maternités de l'agglomération grenobloise, lance l'étude baptisée SEPAGES (suivi de l'exposition aux polluants atomsphériques durant la grossesse et l'enfance et santé). Cette étude qui vise à étudier l'effet des polluants atmosphériques sur la santé de 700 futures mères, du fœtus et de l'enfant va constituer une « biothèque » de 80 000 échantillons biologiques. Les chercheurs de l'institut remettront aux futures mamans des questionnaires sur leur mode de vie et vont passer au crible leur quotidien : déplacements, mouvements, exposition au bruit, au soleil et bien sûr aux polluants. 

## Découvertes

L'Institut pour l'avancée des biosciences.

Des chercheurs de l'Institut pour l'avancée des biosciences ont mis en évidence dans le cadre du projet Escape que l'exposition à la pollution atmosphérique augmente le risque de donner naissance à des bébés de petit poids, ainsi que le risque d'autisme. En outre, l'institut cherche à identifier les causes environnementales des maladies,. Parmi ses chercheurs, deux équipes ont découvert que l'activation anormale de 26 gènes normaux, entraînait un cancer du poumon sans espoir de guérison,,.
En 2016, en collaboration avec des chercheurs de l'université de Melbourne, une équipe de l'IAB découvre chez les apicomplexa,  parasites responsables du paludisme et de la toxoplasmose, un mécanisme biologique hérité du monde végétal, ouvrant ainsi la voie à de nouvelles perspectives thérapeutiques. De plus, grâce à une technique d'inactivation génétique de ce caractère végétal, l'équipe a pu démontrer in vitro la mort du parasite.
La même année, l’équipe de Saadi Khochbin, de l'institut, reçoit de la fondation ARC le prix « Équipe à l’honneur » récompensant la découverte que l’activité anormale de vingt-six gênes est associée au caractère agressif du cancer du poumon. Grâce à l'épigénétique, la même équipe doit tenter à l'avenir de faire un lien entre pollution et l'apparition du cancer du sein.
En février 2017, l'IAB dévoile la découverte prometteuse de la molécule AN3661 qui pourrait guérir la toxoplasmose et le paludisme en empêchant les parasites responsables de ces maladies de se reproduire. L'étude coordonnée par l'IAB est menée en collaboration avec des chercheurs du Laboratoire européen de biologie moléculaire et de la société ANACOR pharmaceutical. La molécule permet la guérison complète de souris infectées mais son application sur l'Homme demandera encore plusieurs années avant de pouvoir mettre un médicament sur le marché,.
En novembre 2017, l'IAB associé à l’Institut de biosciences et biotechnologies de Grenoble, au Grenoble-Institut des neurosciences, à l'université Stanford à l’Institut de génétique humaine et au Centre de recherche en biologie cellulaire de Montpellier, annonce avoir identifié la tubuline carboxypeptidase (TCP), une enzyme responsable d’une transformation biochimique des microtubules cellulaires, la détyrosination. Mise en évidence en 1977, cette enzyme n'avait jamais pu être identifiée jusqu'alors. Avec la connaissance de cette transformation biochimique des microtubules (tyrosination, détyrosination), les scientifiques espèrent de nouveaux traitements contre certains cancers.
Le 28 juin 2018, l'IAB publie dans la revue Cell Host & Microbe sa découverte sur le mécanisme déployé par le parasite toxoplasma gondii afin de rentrer dans une cellule. L'étude révèle que ce parasite responsable de la toxoplasmose injecte dans la membrane plasmique d'une cellule, un complexe de protéines capable de former une porte par laquelle il s'engouffre. Toxoplasma gondii va alors pouvoir s'isoler dans la vacuole ainsi créée en faisant une rotation sur lui même qui provoque l'obturation du sas d'entrée. Le parasite peut alors se développer à l'abri.  

## Doctorants
En 2014, l'un des doctorants en s’intéressant à la géométrie des cellules, s'est demandé comment celle-ci peut-elle affecter leur physiologie, c’est-à-dire la dynamique de leur système adhésif, et a utilisé une technique déjà connue pour écrire les trois initiales de l'université scientifique de Grenoble (UJF) avec des cellules de souris.

## Accès
Le site de l'institut est desservi par la ligne B du tramway de Grenoble, station Grand-Sablon.